# Georges C. Stilly
Georges C. Stilly, auch Georg Stilianudis, geboren als Jurij Konstantinovič Stylianudis (* 16. Februarjul. / 29. Februar 1904greg. in Odessa; † 19. Februar 1993 in Baden AG) war ein griechisch-russischer Kameramann und Filmproduzent.

## Leben
Stilly war der Sohn des Konstantin Stylianoudis, Bankdirektors, und der Lydia geb. Kondratiewa.
Nach dem Studium der Elektrotechnik und der Architektur in Sankt Petersburg leitete er die sowjetische Filmwochenschau. Er drehte mit Leonid Trauberg und Sergei Eisenstein und wurde vor allem im französischen und italienischen Film wegen seiner gekonnten Aussenaufnahmen verpflichtet. 
Stefan Markus holte ihn 1940 in die Schweiz, wo er sich trotz fehlender Arbeitserlaubnis an mehreren Filmen beteiligte. Nach dem Krieg blieb Georges C. Stilly seinem Gastland treu und arbeitete erfolgreich mit Kurt Früh in den sogenannten Kleinbürgerfilmen zusammen.
Mit Zwei Bayern in Bonn begann seine Tätigkeit als Filmproduzent. Für die Top-Film produzierte er dann Blutige Seide, Heiße Spur Kairo-London, Der nächste Herr, dieselbe Dame, Zieh’ Dich aus, Puppe, Der Partyphotograph, Pudelnackt in Oberbayern und Hugo der Weiberschreck.
1929 heiratete er Vera Boukina.

## Filmografie (Auswahl)
- 1928: Oktober (Октябрь)
- 1929: Der blaue Express (Голубой экспресс)
- 1931: Feind im Blut
- 1931: Niemandsland
- 1934: Palos brudefærd
- 1936: Mayerling
- 1936: Meh’ Glück als Verstand
- 1938: Werther (Le Roman de Werther)
- 1939: L’esclave blanche
- 1939: Frères corses
- 1939: Quartier sans soleil
- 1940: Giù il sipario
- 1940: Alessandro, sei grande!
- 1940: Ist Dr. Ferrat schuldig? (Dilemma)
- 1941: Das Menschlein Matthias
- 1941: Bider der Flieger
- 1942: Menschen, die vorüberziehen …
- 1942: Machtrausch
- 1943: Bergführer Lorenz
- 1953: Das Geheimnis vom Bergsee
- 1955: Polizischt Wäckerli
- 1956: In allen Gassen wohnt das Glück (Oberstadtgass)
- 1957: Konditorei Zürrer (Bäckerei Zürrer)
- 1958: Ein wunderbarer Sommer (Kinder der Berge)
- 1959: Café Odeon
- 1959: Hast noch der Söhne ja…?
- 1961: Die Gejagten
- 1961: Demokrat Läppli
- 1962: Zwei Bayern in Bonn
- 1968: Der Partyphotograph
- 1968: Zieh dich aus, Puppe
- 1969: Pudelnackt in Oberbayern